# Liste der Bodendenkmale in Klein Gladebrügge
In der Liste der Bodendenkmale in Klein Gladebrügge sind die Bodendenkmale der Gemeinde Klein Gladebrügge nach dem Stand der Bodendenkmalliste des Archäologischen Landesamts Schleswig-Holstein von 2016 aufgelistet.
| Denkmal-ID           | Befundart        | Bezeichnung                                             | Zeitstellung | Lage | Bemerkungen | Bild |
| -------------------- | ---------------- | ------------------------------------------------------- | ------------ | ---- | ----------- | ---- |
| aKD-ALSH-Nr. 004 409 | besonderer Stein | Inschriftenstein/Grenzstein/Schalenstein „Rantzaustein“ |              |      |             |      |